# Atanáz
Az Atanáz görög → latin eredetű férfinév, jelentése: halhatatlan. A név női párja: Atanázia.

## Gyakorisága
Az 1990-es években szórványosan fordult elő, a 2000-es években nem szerepel a 100 leggyakoribb férfinév között.

## Névnapok
- május 2.[2]
- augusztus 14.[2]
- november 26.[2]

## Híres Atanázok
„Atanáz” utónevű személyek szócikkeinek listája a Wikidata alapján